# ZOIDSバトルカード戦士コマンダーTERU
『ZOIDSバトルカード戦士コマンダーTERU』（ゾイドバトルカードせんしコマンダーテル）は、溝渕誠による日本の漫画作品。ゾイド(ゾイドバトルカードゲーム)をモチーフとした漫画で、『別冊コロコロコミック』（小学館）で2000年4月号から2002年4月号まで連載された。全2巻。

## あらすじ
テルはどこにでも居るゾイド好きの小学生。いつものようにケンタとゾイドで遊んでいたある日、彼が拾ったという謎のゾイドカードを眼にし、その真偽を確かめるべくトミー本社へ向かう。そこで苑田博士と出会い、ゾイドバトルカードゲームにのめり込んで行く。
カードバトルを繰り返すうちにフォーメーションコンボを生み出すなど、才覚を現わし、再現カードである「閃光矢陣(アローファランクス)」を苑田博士から託されるテル。だが、そこへ帝国側カード開発者である南郷教授と、彼から専用カード「火炎大槌陣(トールハンマーファランクス)」を渡された帝国側プレイヤーのジンが現れ、両者はカードを賭けた勝負を行う。戦いはジン有利の流れとなったが、そこへ苑田博士が全国大会「ZBGP(ゾイドバトルグランプリ)」での決着を提案する。
そしてZBGPにて強豪を破り、決勝へ進んだテルとジンは三本勝負の一騎打ちを行う。試合の合間に怪我に見舞われるテルだったが、その逆境をも乗り越え優勝。世界大会への切符を手にする。テルの世界進出に思いを馳せるケンタだったが、旅立ちの日にテルはこれを取りやめ、地元のプレイスペースに現れるのだった。

## 登場人物
テル
主人公。ある日ケンタが拾った｢シールドライガー｣のカードを眼にしゾイドバトルカードゲームと出会う。
スピードを生かした｢速攻｣戦術を得意とし、必殺フォーメーション｢閃光矢陣(アローファランクス)｣を編み出す。
ケンタ
テルの友達。共和国派のテルに対し帝国派。
苑田博士
｢ゾイドバトルカードゲーム｣を開発したトミーの技術者。
ジン
テルのライバル。帝国ゾイド使いでフォーメーションカード｢火炎大槌陣(トールハンマーファランクス)｣を駆使する。
苑田ほのか
苑田博士の姪。デスザウラーを愛用し、相手の戦術に合わせ柔軟に戦い方を変える｢スパイダーウェブ｣の使い手。
テル達と出会うまでキットのゾイドは組んだ事が無かったらしい。
南郷教授
苑田博士とともに｢ゾイドバトルカードゲーム｣を開発した技術者で、(苑田博士が共和国カードを作ったのに対し、南郷教授は帝国カードを製作したという設定)
｢カードは強さこそすべて｣という冷酷な考えの持ち主。モデルは実在のゲームデザイナー・南郷隆。
黒木
テルが初めて対戦した相手。当初はケンタの持っていたセイバータイガーを愚弄し、自身のセイバータイガーATを自慢する等尊大な面が見られたが、テルと戦い和解し、良き友となる。
初登場時は帝国ゾイド使いであったが、｢ZBGP｣での再戦時は共和国使いに。｢沿岸警備指令｣でマップを水にして相手をロックし、｢ハンマーヘッド｣で攻撃する戦法でテルを驚かせた。
浦野
W大付属高校シミュレーション研究会を主宰するゾイドバトルカードゲームのテストプレイヤーの一人。
一見好青年に思える風貌だが「ワザと負けて相手の戦術を調べる」「同研究会のメンバーであった黒木を脱退させる」「超小型カメラでテルの手札を盗み見る」等、卑劣な一面も持つ。
金蔵(きんぞう)
全国大会「ZBGP」編にて登場。金倉(かねくら)コンツェルンの御曹司で、上着の裏には特注で作らせた金製の「ゴールドカード」を大量に忍ばせている。
予選でテルに敗退。
田沢
金蔵の使用人。
血祭挙(ちまつり あげる)
ZBGP編にて登場。吸血デッキの使い手で、ポイント制ルールにおいてザバット10機を操りテルを翻弄した。

## コミックス
1. 2001年2月26日発売 ISBN 4091428312
2. 2002年4月26日発売 ISBN 4091428320